# Christopher T. Walsh
Christopher T. Walsh NAS IoM AAA&S AAM (Boston, 16 de fevereiro de 1944 – 10 de janeiro de 2023) foi um professor Hamilton Kuhn de bioquímica e farmacologia na Escola de Medicina Harvard. Sua pesquisa se concentrou em enzimas e inibição das enzimas e, mais recentemente, focou no problema da resistência a antibióticos.  Foi eleito para a Academia Nacional de Ciências dos Estados Unidos em 1989.
Walsh morreu após uma queda em 10 de janeiro de 2023, aos 78 anos.

## Infância e educação
Walsh ganhou sua graduação bacharelado em artes em biologia pela Universidade Harvard em 1965.  Na graduação, trabalhou com E. O. Wilson e publicou um artigo como primeiro autor na revista Nature, onde ele e seus colegas descreveram a composição da substância de trilha das formigas-lava-pés.  Ele fez pós-graduação na Universidade Rockefeller, onde obteve seu Ph.D. em ciências da vida em 1970.

## Carreira
Walsh completou uma bolsa de pós-doutorado na Universidade Brandeis em 1972, e mais tarde naquele ano ingressou no corpo docente do Instituto de Tecnologia de Massachusetts como professor de química e biologia. Em 1987, ingressou no corpo docente da Escola de Medicina Harvard, onde permaneceu. Walsh foi autor de mais de 650 publicações em periódicos acadêmicos e treinou vários alunos de pós-graduação e pesquisadores de pós-doutorado.  Entre suas atividades profissionais, Walsh foi membro do Conselho de Governadores Científicos da The Scripps Research Institute, a American Philosophical Society, Academia Nacional de Ciências dos Estados Unidos, Institute of Medicine, Academia de Artes e Ciências dos Estados Unidos e a Sociedade Americana de Microbiologia.

## Morte
Walsh morreu após uma queda em 10 de janeiro de 2023, aos 78 anos.

## Publicações notáveis

### Livros
- Enzymatic Reaction Mechanisms (1978). Publicado por Freeman Inc (ISBN 978-0-7167-0070-8).
- Antibiotics: Actions, Origins, Resistance (2003), por Christopher Walsh. Publicado por ASM Press (ISBN 978-1-55581-254-6).
- Post-translation Modification of Proteins: Expanding Nature's Inventory (2006), por C.T. Walsh. Publicado por Roberts and Company (ISBN 0-9747077-3-2).[10]